# Sena Jayasedha Decoratie
De Cambodjaanse Sena Jayasedha Decoratie werd door koning Sisowath Monivong in 1928 ingesteld. Koning Norodom Sihanouk hervormde de onderscheiding en deze wordt sindsdien voor uitzonderlijke militaire verdiensten toegekend. De onderscheiding is van goud en stelt een gevleugelde demon met een dubbele vissenstaart voor. Het lint was tot 1994 rood-blauw-rood met goudborduursel op de rode banen.Nu heeft de Sena Jayasedha een eenvoudiger lint met een gouden sterretje.
De Sena Jayasedha Decoratie heeft in de huidige uitvoering ook een ster op de baton.